# 狭孔金线鲃
狭孔金线鲃（学名：Sinocyclocheilus angustiporus）为輻鰭魚綱鲤形目鲤科金线鲃属的其中一种。在中国，分布于南盘江及其支流等。该物种的模式产地在贵州兴义。此魚體延長且側扁，口亞下位，具觸鬚2對，背部略隆起，眼大，側線完整，尾鰭叉形，背鰭軟條10枚、 臀鰭軟條8枚、脊椎骨36-38個，體色青灰色，沿著側線有一條黑色縱帶，體長可達13.8公分

## 扩展阅读
維基物種上的相關：狭孔金线鲃